# ベータ・ドゥマンチッチ
ベータ・ドゥマンチッチ（Beta Dumančić、1991年3月26日 - ）は、クロアチアの女子バレーボール選手。ポジションはミドルブロッカー。クロアチア代表。

## 来歴

### クラブチーム
オシエク出身。2006年、ŽOK Osijekへ入団。クレムソン大学を卒業後、2015年にチェコのVK UP Olomoucへ入団。2016/17シーズンはポーランドのEnea PTPS Piłaでプレーした。2017/18シーズンからはドイツブンデスリーガのシュヴェリーンSCでプレーし、ブンデスリーガ優勝1回、準優勝1回の成績を残した。2020/21シーズンはイタリアセリエA1のバレー・ベルガモに移籍し1年間プレーした。2021/22シーズンはRote Raben Vilsbiburgでプレー、2022/23シーズンはルーマニアのDinamo Bucureștiでプレーした。
2023/24シーズンのギリシャでのプレーを経て、2024/25シーズンはプロ・バレーボール・フェデレーションのコロンバス・フューリーに加入した。

### 代表チーム
アンダーカテゴリーの代表として2005年のU-19世界選手権で6位となった。2011年、シニア代表に初選出された。2016年、ワールドグランプリに出場した。2017年、欧州選手権に出場した。2019年、欧州リーグでは銀メダルを獲得した。2021年、欧州選手権に出場した。2022年、チャレンジャーカップで優勝した。同年10月の世界選手権に出場した。

## 球歴
- 世界選手権 - 2022年
- 欧州選手権 - 2017年、2021年
- ワールドグランプリ - 2016年

## 所属クラブ
- ŽOK Osijek（2006-2009年）
- クレムソン大学（2012-2015年）
- VK UP Olomouc（2015-2016年）
- PTPSピワ（2016-2017年）
- シュヴェリーンSC（2017-2020年）
- バレー・ベルガモ（2020-2021年）
- Rote Raben Vilsbiburg（2021-2022年）
- Dinamo București（2022-2023年）
- Aris Thessaloniki（2023-2024年）
- コロンバス・フューリー（英語版）（2024年-）